# Amstel Gold Race 2025
L'Amstel Gold Race 2025, cinquantanovesima edizione della corsa e valevole come diciassettesima prova dell'UCI World Tour 2025 categoria 1.UWT, si svolse il 20 aprile 2025 su un percorso di 255,9 km, con partenza da Maastricht ed arrivo a Berg en Terblijt, nei Paesi Bassi. La vittoria fu appannaggio del danese Mattias Skjelmose, il quale completò il percorso in 5h49'58", alla media di 43,873 km/h, precedendo lo sloveno Tadej Pogačar e il belga Remco Evenepoel.
Sul traguardo di Berg en Terblijt 79 ciclisti, su 175 partiti da Maastricht, portarono a termine la competizione.

## Squadre e corridori partecipanti
| N.      | Cod. | Squadra                 |
| ------- | ---- | ----------------------- |
| 1-7     | Q36  | Q36.5 Pro Cycling Team  |
| 11-17   | TUD  | Tudor Pro Cycling Team  |
| 21-27   | TVL  | Team Visma-Lease a Bike |
| 31-37   | XAT  | XDS Astana Team         |
| 41-47   | UAD  | UAE Team Emirates XRG   |
| 51-57   | TPP  | Team Picnic PostNL      |
| 61-67   | JAY  | Team Jayco AlUla        |
| 71-77   | SOQ  | Soudal Quick-Step       |
| 81-87   | RBH  | Red Bull-Bora-Hansgrohe |
| 91-97   | MOV  | Movistar Team           |
| 101-107 | LTK  | Lidl-Trek               |
| 111-117 | IWA  | Intermarché-Wanty       |
| 121-127 | IGD  | Ineos Grenadiers        |

| N.      | Cod. | Squadra                    |
| ------- | ---- | -------------------------- |
| 131-137 | GFC  | Groupama-FDJ               |
| 141-147 | EFE  | EF Education-EasyPost      |
| 151-157 | DAT  | Decathlon AG2R La Mondial. |
| 161-167 | COF  | Cofidis                    |
| 171-177 | TBV  | Bahrain Victorious         |
| 181-187 | ARK  | Arkéa-B&B Hotels           |
| 191-197 | ADC  | Alpecin-Deceuninck         |
| 201-207 | UXM  | Uno-X Mobility             |
| 211-217 | LOT  | Lotto                      |
| 221-227 | IPT  | Israel-Premier Tech        |
| 231-237 | RKT  | Unibet Tietema Rockets     |
| 241-247 | TEN  | TotalEnergies              |

## Ordine d'arrivo (Top 10)
| Pos. | Corridore         | Squadra     | Tempo    |
| ---- | ----------------- | ----------- | -------- |
| 1    | Mattias Skjelmose | Lidl        | 5h49'58" |
| 2    | Tadej Pogačar     | UAE         | s.t.     |
| 3    | Remco Evenepoel   | Soudal      | s.t.     |
| 4    | Wout van Aert     | Visma       | a 34"    |
| 5    | Michael Matthews  | Jayco       | s.t.     |
| 6    | Louis Barré       | Intermarché | s.t.     |
| 7    | Romain Grégoire   | Groupama    | s.t.     |
| 8    | Tiesj Benoot      | Visma       | s.t.     |
| 9    | Tom Pidcock       | Q36.5       | s.t.     |
| 10   | Ben Healy         | EF          | s.t.     |